# Balbino Dávalos Balkim
Balbino Dávalos Balkim (* 31. März 1866 in Colima; † 2. Oktober 1951) war ein mexikanischer Jurist, Autor, Diplomat und Rektor der Universidad Nacional de México.

## Biografie
Dávalos studierte an der Escuela Nacional de Jurisprudencia. Er verfasste einige poetische Werke und wurde am Seminario Conciliar aufgenommen, wo er Latein und Griechisch erlernte.
1888 begann er als Mitarbeiter bei einer Tageszeitung und trat dem Liceo Mexicano de Cultura (Mexikanisches Kulturlyzeum) bei. Von 1917 bis 1919 war er Professor an der University of Minnesota und der Columbia University und vom 11. Mai bis 2. Juni 1920 Rektor der Universidad Nacional de México.

## Diplomatische Tätigkeit
Von 1897 bis 1905 wurde er in der Secretaría de Relaciones Exteriores sowie in der Folge an der mexikanischen Botschaft in London beschäftigt.
Balbino Dávalos y Ponce war vom 28. Juni 1906 bis 3. März 1907 Geschäftsträger der Regierung von Porfirio Díaz in Washington.
Vom 15. Januar 1910 bis 9. Januar 1912 war er Encargado de los Archivos de la Legación (Archivbeauftragter der Gesandtschaft) in Lissabon. Zu Beginn des Ersten Weltkrieges war er Botschafter in Sankt Petersburg. Venustiano Carranza entließ alle Diplomaten Mexikos mit der Begründung, sie hätte mit der Vorgängerregierung kollaboriert. Am 26. März 1920 wurde Balbino Dávalos Geschäftsträger in Bern, die Geschäftsübernahme blieb, im Einvernehmen mit Venustiano Carranza am 22. Juni 1920, unwirksam.
| Vorgänger                     | Amt | Nachfolger                |
| ----------------------------- | --- | ------------------------- |
| Joaquín Diego Casasús         | Mexikanischer Botschafter in den Vereinigten Staaten am 28. Juni 1906 Geschäfte übernommen am 3. März 1907 abgelöst        | Enrique Creel Cuilty      |
| Miguel de Béistegui y Septién | Mexikanischer Gesandten in Portugal 15. Januar 1910 bis 9. Januar 1912                                                     | Leopoldo Blázquez Margáin |
| Miguel Covarrubias Acosta     | mexikanischer Botschafter in Sankt Petersburg am 30. Dezember 1913 ernannt, vom 25. Juni bis 31. August 1914 akkreditiert. | Miguel Covarrubias Acosta |
| Isidro Fabela                 | Mexikanische Botschaft in Berlin am 28. Juni 1920 ernannt, vom 26. August 1921 bis 16. Juni 1922 akkreditiert              | Alfredo Caturegli         |
| Carlos Freymann               | Mexikanischer Botschafter in Stockholm am 30. August 1921 ernannt, vom 9. Dezember 1921 bis 16. Juni 1922 akkreditiert     | Julio Madero González     |